# ミュージック・オブ・ハート
『ミュージック・オブ・ハート』（Music of the Heart）は、1999年のアメリカ合衆国のドラマ映画。監督はウェス・クレイヴン、出演はメリル・ストリープ、アンジェラ・バセット、グロリア・エステファン、エイダン・クインなど。実話を元に、荒れた小学校の臨時教師となったロベルタ・ガスパーリが、音楽による子供たちとの交流を通じて互いに成長していく姿を描いている。

## ストーリー
ロベルタはかつてヴァイオリンに情熱を燃やしていた主婦。軍人の夫と結婚して子供を2人もうけるが、夫は不倫をして出て行ってしまった。就職口を探していたところ、奇遇にも昔の知り合いのブライアンに出会い、彼の紹介によりニューヨークのハーレムにある荒れた学校にヴァイオリンの臨時教師として就職する。
当初は荒れた子供達に悪戦苦闘するものの、徐々に子供達もヴァイオリンを楽しむようになる。
演奏会を開き、結果は大成功。校長や親からも絶賛される。教育を通じてロベルタも自立した強い女性へと成長する。
それから10年間、ロベルタの授業は続いていたが、市の予算の都合でロベルタは解雇勧告され、ロベルタのクラスが閉鎖されることになった。ロベルタはクラスを存続させるためチャリティーコンサートを開くことを決意。一流のヴァイオリニストなど様々な賛同者の協力を得てカーネギー・ホールでのコンサートを成功させる。

## キャスト
| 役名                         | 俳優                                                         | 日本語吹替 |
| ---------------------------- | ------------------------------------------------------------ | ---------- |
| ロベルタ・ガスパーリ         | メリル・ストリープ                                           | 塩田朋子   |
| ジャネット・ウィリアムズ校長 | アンジェラ・バセット                                         | 杉村理加   |
| イザベル・ヴァスケス         | グロリア・エステファン                                       | 山像かおり |
| ブライアン・ターナー         | エイダン・クイン                                             | 原康義     |
| ニック                       | マイケル・アンガラノ（7歳） チャーリー・ホフハイマー（17歳） |            |
| レキシー                     | ヘンリー・ディンホーファー（5歳） キーラン・カルキン（15歳） | 高山みなみ |
| ドロテア・フォン・ハフテン   | ジェイン・リーヴズ                                           |            |
| アスンタ・ガスパーリ         | クロリス・リーチマン                                         | 麻生美代子 |
| ダン・パクストン             | ジェイ・O・サンダース                                        |            |
| デニス・ラウシュ             | ジョシュ・ペス                                               |            |

- その他の声の吹き替え:川島得愛/くまいもとこ/根本泰彦/相田さやか/倉田雅世/石津彩/大坂史子/火野カチコ/児玉孝子/さとうあい/北川勝博/大川透/丸山純路/竹若拓磨/伊藤栄次/野々村のん/阿部桐子/佐々木敏/岩田安生

## 登場人物
ロベルタ・ガスパーリ
かつてヴァイオリンに情熱を注いでいた女性。その後主婦となったが夫が家を出て行き、生活費を稼ぐために小学校の音楽教師となり、生徒たちにヴァイオリンを教える。小学生相手にも厳しい態度で授業に臨み、「下手な演奏だと親がゲロ吐く」など少々下品な言葉遣いを用いるなどして指導する。当初約50人の子供たちに教えていたが、好評になり10年後には同じ地区内の3つの小学校の生徒全員で150人ほどに教えるようになる。私生活では夫との離婚やニックの心の乱れなどで、自身も感情的な言動をすることがある。

### ロベルタの主な関係者
ジャネット・ウィリアムズ校長
治安が悪い町の公立小学校の校長。一部で素行の悪い生徒たちがいることに頭を悩ます。ロベルタを臨時の音楽教師として採用し、その後ロベルタの良き理解者となる。
ブライアン・ターナー
ロベルタの旧友で作家。職探しをするロベルタをウィリアムズ校長に紹介する。高校の頃からロベルタに好意を寄せている。夫と別れたロベルタと親密になるが、ロベルタと恋愛観に違いが生じる。
ドロテア・フォン・ハフテン
カメラマン。10年後にロベルタの活動を聞きつけて称え、音楽教育の特集でヴァイオリンの授業を取り上げる。作中では、有名ヴァイオリニストのアーノルド・スタインハートの妻という設定。

### ロベルタの家族
ニック
ロベルタの長男。素直な性格だったが両親の離婚で心を痛め、学校でケンカをしたりロベルタに反抗的な態度を取る。自分を取り戻しその後チェロを弾くようになる。
レキシー
ロベルタの次男。明るくわんぱくな性格。その後ピアノを弾くようになる。また独身のロベルタを心配して、ニックと二人で勝手にロベルタの恋人募集の広告を代筆で出してしまう。
アスンタ・ガスパーリ
ロベルタの母。離婚後のロベルタの生活ぶりを心配するあまり、色々と口うるさく小言を言うためロベルタと衝突することが多い。ロベルタ母子が引っ越した後一人暮らしを経て、後にまた一緒に暮らし始める。
アレグラ
ニックとレキシーがねだって飼い始めた茶色い犬。兄弟が世話をすると約束したが、その後ロベルタやアスンタが世話をすることになる。

### ロベルタと関わる他の大人たち
デニス・ラウシュ
正規の音楽教師。治安が悪いこの地区の子供たちには集中力がなく、真面目に教育しても無駄と過小評価している。デリケートさに欠け失礼なことを言う性格。
イザベル・ヴァスケス
2年生の担任教師。ロベルタに好意的に接しヴァイオリン・クラスを手伝う。後に自身の娘もロベルタのヴァイオリン・クラスの生徒となる。
ダン・パクストン
10年後に出演する、ロベルタの見合い相手。仕事はマスコミ科教授。ロベルタの恋人募集の広告を見て手紙を出し、その後実際に会って二人で出かける。

### ロベルタが初めて受け持つ生徒たち
デショーン
男がヴァイオリンを習うのはかっこ悪いと思っている。あまり積極的に練習にしないことをロベルタに注意されるたびに言い訳をする。
ナイーム
本人はヴァイオリンの授業を楽しみにしていたが、「ヴァイオリンは、白人の音楽」と考える母から授業に出るのをとめられる。
グアダルペ
左足が不自由で補助器具を付けており、ヴァイオリンを弾く時はいつも座奏する。足が悪いことを理由に上手く弾けないと弱音を吐いた時にロベルタからイツァーク・パールマンを例に出して励まされる。
ルーシー
おちゃらけた性格だったが、ほどなくして祖母が亡くなったことで真面目に練習するようになる。指パッチンが得意。

### 10年後にロベルタが教える生徒たち
ジャスティン
ふざけるのが好きで、ヴァイオリンの授業中にラモンによくちょっかいを出してはロベルタに注意されている。
ヴァネッサ
何度か授業に遅刻やヴァイオリン持ってくるのを忘れていたが、実は両親が離婚したため2つの家を行き来していたことが判明する。
ラモン
始めた当初は音程がひどかったが練習して上達する。ジャスティンとは友達だが練習を邪魔されるのを嫌がる。
カルロス
ラモンたちとは別の小学校に通うヴァイオリンの上級クラスの生徒。ロベルタも認めるほどの技術はあるが、ヴァイオリンを持ち歩くのを恥ずかしがり授業以外では妹に持たせてる。
レイチェル
ロベルタの自宅でヴァイオリンの個人レッスンを受ける生徒。ヴァイオリンの技術を認められジュリアード音楽院の奨学生としてロベルタから推薦を受ける。

## 作品解説
メリル・ストリープは役作りのためにヴァイオリンの猛特訓を行い、本番もJ.S.バッハのヴァイオリン協奏曲などを自分で演奏している。
グロリア・エステファンの映画初出演作品であり、映画のテーマソング「ミュージック・オブ・マイ・ハート」も担当している（イン・シンクとのデュエット）。
アイザック・スターン、アーノルド・スタインハート、イツァーク・パールマン、マーク・オコーナー、ジョシュア・ベルなどの著名な演奏家が本人として登場している。
最後の演奏シーンは実際にカーネギー・ホールで収録された。
ロベルタの授業方法は鈴木鎮一が考案したスズキ・メソードに基づいており、劇中使用される練習曲はそれぞれ鈴木鎮一ヴァイオリン指導曲集各巻に依っている。「どんな子供でもきちんと教えれば、必ずヴァイオリンを弾けるようになる」という台詞も、鈴木鎮一の教育理念そのままである。なお、劇中本人役で登場するジョシュア・ベルは、アメリカにおけるスズキ・メソード出身者のひとり。

## 作品の評価

### 映画批評家によるレビュー
Rotten Tomatoesによれば、90件の評論のうち高評価は63%にあたる57件で、平均点は10点満点中6.5点、批評家の一致した見解は「メリル・ストリープが描く、並外れたことをする普通の人の姿は超越的で、感動的であり、楽しませてくれる。」となっている。
Metacriticによれば、33件の評論のうち、高評価は13件、賛否混在は18件、低評価は2件で、平均点は100点満点中54点となっている。

### 受賞・ノミネート
- 2000年第72回アカデミー賞 主演女優賞(メリル・ストリープ)・オリジナル歌曲賞 ノミネート
- 1999年第56回ヴェネツィア国際映画祭 特別招待作品
- 2000年第57回ゴールデン・グローブ賞 主演女優賞(メリル・ストリープ) ノミネート
- 2000年グラミー賞 最優秀主題歌賞(ミュージック・オブ・マイ・ハート) ノミネート
- 2000年全米映画批評家協会賞 受賞
- 2000年全米映画俳優組合賞 最優秀主演女優賞(メリル・ストリープ) ノミネート
- 2000年NAACPイメージ・アワード 助演女優賞受賞(アンジェラ・バセット)